# Liste der Stolpersteine in Pegau
Die Liste der Stolpersteine in Pegau enthält sämtliche Stolpersteine, die im Rahmen des gleichnamigen Kunst-Projektes von Gunter Demnig in Pegau im Landkreis Leipzig verlegt wurden.

## Hintergrund

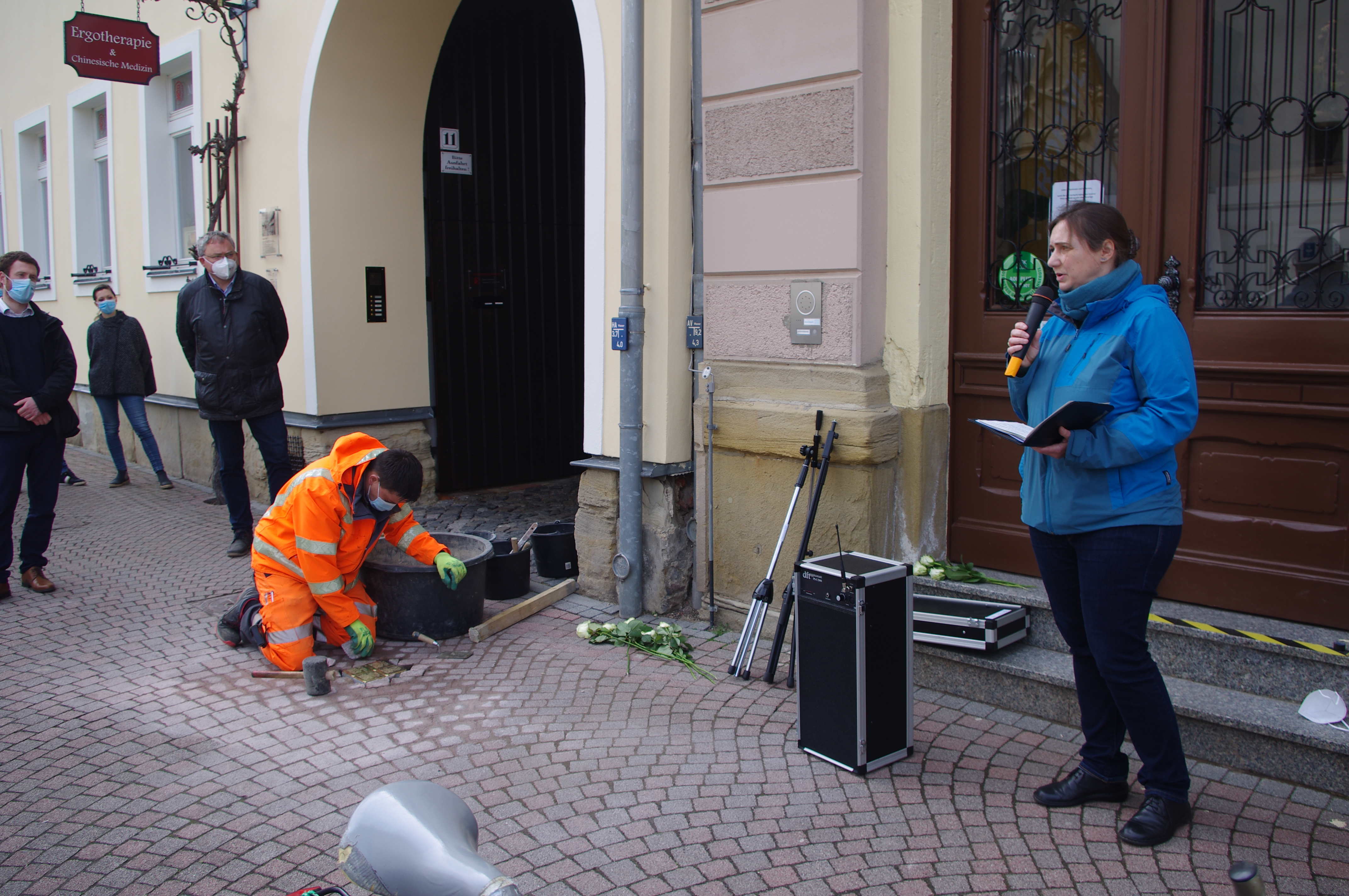
Verlegung am Kirchplatz

Die Verlegung konnte wegen der COVID-19-Pandemie in Deutschland nicht wie geplant durch den Künstler Gunter Demnig selbst stattfinden. Stattdessen wurden die Stolpersteine im November 2020 nach Pegau verschickt. Am 19. April 2021 wurden sie von der Kirchgemeinde Pegau, der Stadt Pegau und dem Erich-Zeigner-Haus e. V. verlegt.
Zur gesamten Familie Sternreich recherchierte die Gemeindepädagogin der Kirchgemeinde u. a. mit Unterlagen des Staatsarchivs, der jüdischen Gemeinde und eines Angehörigen in den USA.
Im Nachgang recherchierten einige Schüler des Wiprecht-Gymnasiums in Groitzsch, unter anderem am Staatsarchiv Leipzig. Dazu gehörte ein Besuch des jüdischen Friedhofs in Leipzig.
Zehn Konfirmanden der Evangelischen Kirchgemeinde in Pegau recherchierten unter Anleitung der Gemeindepädagogin zum Schicksal von Ilse Charlotte Flade und veröffentlichen ihre Ergebnisse in der Sonderausstellung Bruchstücke 38 im Heimatmuseum Pegau.

## Verlegte Stolpersteine
| Stolperstein | Inschrift | Standort            | Name, Leben |
| --- | --- | ------------------- | --- |
| | Hier wohnte Ilse Charlotte Flade geb. Arnholz Jg. 1891 verhaftet 12.1.1944 Sammellager Leipzig deportiert Theresienstadt ermordet 27.9.1944     | Breitstraße 24 Lage | Ilse Charlotte Flade geb. Arnholz wurde am 6. Juni 1891 in Küstrin geboren. Sie hatte zwei Schwestern, Gertrud (geboren 1893) und Elisabeth (geboren 1897). Sie stammte aus einer jüdischen Familie, heiratete jedoch einen Nichtjuden. Sie ließ sich taufen und konvertierte zur evangelisch-lutherischen Kirche. Das Paar hatte zumindest eine Tochter. Die Familie wohnte in Bautzen, später in Pegau und Dresden. Sie lebte – zumindest zu Beginn der NS-Herrschaft – in einer sogenannt „privilegierten Mischehe“. Weshalb sie diesen Status verlor, ist nicht bekannt; möglicherweise starb ihr Ehemann. Ihre verheiratete Tochter lebte in Dessau. Ilse Charlotte Flade versuchte zu ihr zu ziehen, doch wurde dies seitens der Stadt abgelehnt. Am 1. Mai 1942 fand sie Unterkunft bei Rose Landsberg in Pegau, in der damaligen Adolf-Hitler-Straße 24, heute Breitstraße. Sie wurde am 12. Januar 1944 von der Gestapo abgeholt, in einem Sammellager interniert und zwei Tage später mit dem Transport XVI/4 von Leipzig nach Theresienstadt deportiert. Sie kam am 27. September 1944 ebendort ums Leben. |
| Bild gesucht Die Wikipedia wünscht sich an dieser Stelle ein Bild vom hier behandelten Ort. Weitere Infos zum Motiv findest du vielleicht auf der Diskussionsseite . Falls du dabei helfen möchtest, erklärt die Anleitung , wie das geht. BW | Hier wohnte Georg Sternreich Jg. 1920 ’Polenaktion’ 1938 Bentschen/Zbaszyn deportiert 1941 Ghetto Brzesko Schicksal unbekannt                   | Kirchplatz 11 Lage  | Georg Sternreich wurde am 13. August 1920 geboren. |
| Bild gesucht Die Wikipedia wünscht sich an dieser Stelle ein Bild vom hier behandelten Ort. Weitere Infos zum Motiv findest du vielleicht auf der Diskussionsseite . Falls du dabei helfen möchtest, erklärt die Anleitung , wie das geht. BW | Hier wohnte Leo Sternreich Jg. 1924 ’Polenaktion’ 1938 Bentschen/Zbaszyn deportiert 1941 Ghetto Brzesko Schicksal unbekannt                     | Kirchplatz 11 Lage  | Leo Sternreich wurde am 5. April 1924 geboren. |
| Bild gesucht Die Wikipedia wünscht sich an dieser Stelle ein Bild vom hier behandelten Ort. Weitere Infos zum Motiv findest du vielleicht auf der Diskussionsseite . Falls du dabei helfen möchtest, erklärt die Anleitung , wie das geht. BW | Hier wohnte Selma Sara Sternreich geb. Blonder Jg. 1896 ’Polenaktion’ 1938 Bentschen/Zbaszyn deportiert 1941 Ghetto Brzesko Schicksal unbekannt | Kirchplatz 11 Lage  | Selma Sara Sternreich wurde am 22. Oktober 1896 in Krakau geboren. |
| Bild gesucht Die Wikipedia wünscht sich an dieser Stelle ein Bild vom hier behandelten Ort. Weitere Infos zum Motiv findest du vielleicht auf der Diskussionsseite . Falls du dabei helfen möchtest, erklärt die Anleitung , wie das geht. BW | Hier wohnte Wilhelm Victor Sternreich Jg. 1893 ’Polenaktion’ 1938 Bentschen/Zbaszyn deportiert 1941 Ghetto Brzesko Schicksal unbekannt          | Kirchplatz 11 Lage  | Wilhelm Victor Sternreich wurde am 8. Mai 1893 geboren. |

## Verlegedatum
- 19. April 2021